# Richard Harvey (cầu thủ bóng đá)
Richard George Harvey (sinh ngày 1 tháng 4 năm 1969 tại Letchworth) là một cựu cầu thủ bóng đá người Anh.

## Sự nghiệp thi đấu
Là sản phẩm của hệ thống trẻ, Harvey có màn ra mắt ở Giải vô địch vào ngày 1 tháng 11 năm 1986 trong chiến thắng 1–0 trên sân nhà trước Queens Park Rangers. Ông dần trở thành cầu thủ chính của Luton, nhưng vì thiếu may mắn do chấn thương nên ông đã bỏ lỡ phần tốt nhất trong 3 năm. Ngoại trừ một lần cho mượn ngắn tại Blackpool năm 1992, ông ở lại Luton đến năm 1998, và rời đi để gia nhập Aylesbury United. Ông cũng cân bằng sự nghiệp ở Luton với đội tuyển U-21 Anh, khi ông ra sân với đội trên Sân vận động Maracanã ở Rio de Janeiro, Sân vận động Olympic ở Berlin và Sân vận động Wembley ở London.

## Hậu sự nghiệp
Harvey bây giờ người đưa thư làm ở quê nhà Letchworth.